# دنيس قود
دنيس قود (29 أغسطس 1926 - ) (بالإنجليزية: Dennis Good)‏ هو لاعب كريكت بريطاني. شارك مع منتخب إنجلترا للكريكت.

## وصلات خارجية
- دنيس قود على موقع إي آس بي آن كريك إنفو (الإنجليزية)